# Église Notre-Dame-de-l'Assomption de Vanvey
Pour les articles homonymes, voir Église Notre-Dame-de-l'Assomption.
L'église Notre-Dame-de-l’Assomption est une église catholique située à Vanvey en Côte-d'Or.

## Localisation
L'église est située dans la région Bourgogne-Franche-Comté, dans la commune de Vanvey, dans le département de la Côte-d'Or.

## Historique
L'église originelle de Vanvey est l'actuelle chapelle Saint-Phal rattachée alors à la commune voisine de Villiers-le-Duc. Les tensions constantes entre le désir d'autonomie des habitants de Vanvey et les curés de Villiers-le-Duc dès le XVIe siècle aboutissent à la construction de l'église actuelle à la veille de la Révolution.
Cet édifice monumental est entièrement bâti en deux ans entre 1784 et 1786. En 1831, une reprise des travaux y ajoute le portique d'entrée à quatre colonnes.

## Description

### Architecture
L'église Notre-Dame-de-l'Assomption possède trois nefs sans transept, formant un rectangle parfait.

### Mobilier
Le mobilier liturgique de l'église de l'Assomption dont une chaire remarquable avec dais de bois, de très belles stalles, autels, tabernacles, fonts baptismaux… est inscrit à l’Inventaire général du patrimoine culturel ainsi que :
- un statuaire du XVIIe siècle/XIXe siècle : la Vierge de l'Assomption entre deux anges classée monument historique en 1964, deux Christ en croix, saint Pierre, saint Paul, Vierge à l'Enfant ;
- des tableaux du XVIIe siècle/XIXe siècle : le martyre de saint Barthélémy, l'adoration de la Croix par saint Louis, la résurrection du Christ, sainte Catherine d'Alexandrie, saint Antoine ermite ;
- deux vitraux : l'Assomption, la Trinité ;
- des dalles funéraires du XVIIe siècle[1].

## Protection
À l'exclusion du clocher, elle est inscrite par arrêté du 23 juillet 1976.